# Quinta do Outeiro (Amadora)
A Quinta do Outeiro, ou Quinta de Nossa Senhora dos Prazeres e Quinta dos Prazeres, abrangendo a casa e capela, é uma quinta localizada na freguesia de Águas Livres, no Município da Amadora, em Portugal.
Possui a classificação de Imóvel de Interesse Municipal.
É desconhecida quando a quinta foi inicialmente construída. Era propriedade dos marqueses de Fronteira, no século XVIII. Segundo o que se pode constatar por uma inscrição na entrada ("Q.D.N.S. DOS PRAZERES 1751"), supõe-se que terá sofrido uma remodelação por essa altura.
O conjunto de edifícios nela existente, forma uma planta irregular, e é constituída por uma casa principal e uma capela dedicada a Nossa Senhora dos Prazeres.
No interiores de destacar, na casa, a existência de azulejos pombalinos de 1760-1770, e na capela, o altar de talha dourada de estilo barroco e o tecto com uma representação da Assunção da Virgem, em estuque. No exterior da capela existe um pórtico com painéis de azulejos.
Do início ao meio do século XX a casa foi adaptada para instalação de uma fábrica de curtumes. Em 1957, a casa sofreu obras de beneficiação.